# Cestrum strigillum
Cestrum strigillum là loài thực vật có hoa trong họ Cà. Loài này được Ruiz & Pav. mô tả khoa học đầu tiên.